# Saison 1 de Quantico
Chronologie
Saison 2
Cet article présente le guide des épisodes de la première saison de la série télévisée américaine Quantico.

## Généralités
- Aux États-Unis, la saison a été diffusée du 27 septembre 2015 au 15 mai 2016 sur le réseau ABC.
- Au Canada, la saison a été diffusée en simultané sur le réseau CTV, dù aux différences de fuseau horaire dans les provinces de l'Atlantique, elle a été diffusée trois heures en avance sur les stations atlantiques de CTV, même avant la diffusion aux États-Unis.
- Chaque titre en version originale est en fait le dernier mot prononcé dans l'épisode.

## Distribution

### Acteurs principaux
- Priyanka Chopra (VF : Léovanie Raud) : Alex Parrish
- Josh Hopkins (VF : Maurice Decoster) : Liam O'Connor
- Aunjanue Ellis (VF : Annie Milon) : Miranda Shaw
- Jake McLaughlin (VF : Damien Ferrette) : Ryan Booth
- Tate Ellington (VF : Emmanuel Garijo) : Simon Asher
- Johanna Braddy (VF : Karine Foviau) : Shelby Wyatt
- Graham Rogers (VF : Olivier Martret) : Caleb Haas
- Yasmine Al Massri (VF : Laura Blanc) : Nimah Amin / Raina Amin
- Anabelle Acosta (VF : Céline Ronté) : Nathalie Vazquez (épisodes 2 à 13)

### Acteurs récurrents et invités
- Mark Pellegrino (VF : Nicolas Lormeau) : Directeur adjoint du FBI Clayton Haas, père de Caleb
- Anna Khaja (VF : Marianne Groves) : Sita Parrish, mère d'Alex (épisodes 1, 3 et 4)
- Johnathon Schaech (VF : Gilduin Tissier) : Michael Parrish, père d'Alex (épisodes 1 et 4)
- Brian J. Smith (VF : Sylvain Agaësse) : Eric Packer (épisode 1)
- Rick Cosnett (VF : Axel Kiener) : Elias Harper[1] (épisodes 2 à 12)
- J. Mallory McCree (VF : Simon Koukissa) : Charlie Price, fils de Miranda (6 épisodes)
- Jacob Artist (VF : Alexandre Nguyen) : Brandon Fletcher[2]
- Anne Heche (VF : Laurence Dourlens) : Dr Susan Langdon[3] (épisode 9)
- Oded Fehr : Griffin Wells (épisode 9)
- Marcia Cross (VF : Blanche Ravalec) : Sénatrice Claire Haas, mère de Caleb[4]
- Eliza Coupe (VF : Laurence Dourlens) : Hannah Wyland[5] (épisodes 11, 13, 15 et 16)
- Lenny Platt (en) (VF : Hervé Rey) : Drew Perales[6] (dès l'épisode 12)
- Jay Armstrong Johnson (VF : François Santucci) : Will Olsen[6] (dès l'épisode 12)
- Li Jun Li (VF : Adeline Chetail) : Iris Chang[6] (dès l'épisode 12)
- Kelly Rutherford : Laura Wyatt, mère de Shelby[7] (épisodes 17 et 21)
- Kevin Kilner : Glenn Wyatt, père de Shelby[7] (épisode 17)

## Épisodes

### Épisode 1:En fuite
- États-Unis /  Canada : 27 septembre 2015 sur ABC[8] / CTV[9]
- France : 12 juillet 2016 sur M6[10]
- Belgique : 2 juillet 2017[11] sur RTL-TVI[12]

- États-Unis : 7,14 millions de téléspectateurs[13] (première diffusion)
- Canada : 2,581 millions de téléspectateurs[14] (première diffusion + différé 7 jours)
- France : 4,89 millions de téléspectateurs[15] (première diffusion)
- France : 5,4 millions de téléspectateurs[16] (direct + 7 jours)

- Anthony Ruivivar (Agent Julio "JJ" Jimenez)
- Brian J. Smith (Eric Packer)
- Anna Khaja (Sita Parrish)
- Ray Stoney (Commandant du SWAT)
- Johnathon Schaech (Michael Parrish)

### Épisode 2:L'Aiguille
- États-Unis /  Canada : 4 octobre 2015 sur ABC / CTV
- France : 12 juillet 2016 sur M6
- Belgique : 2 juillet 2017 sur RTL-TVI

- États-Unis : 6,98 millions de téléspectateurs[17] (première diffusion)
- Canada : 2,519 millions de téléspectateurs[18] (première diffusion + différé 7 jours)
- France : 4,66 millions de téléspectateurs[15] (première diffusion)

- Rick Cosnett (Elias Harper)
- Anabelle Acosta (Agent Nathalie Vasquez)

### Épisode 3:La Traque
- États-Unis /  Canada : 11 octobre 2015 sur ABC / CTV
- France : 12 juillet 2016 sur M6
- Belgique : 9 juillet 2017 sur RTL-TVI

- États-Unis : 5,75 millions de téléspectateurs[19] (première diffusion)
- Canada : 1,889 million de téléspectateurs[20] (première diffusion + différé 7 jours)
- France : 4,06 millions de téléspectateurs[15] (première diffusion)

- Rick Cosnett (Elias Harper)
- Anabelle Acosta (Agent Nathalie Vasquez)
- Anna Khaja (Sita Parrish)
- J. Mallory McCree (Charlie Price)
- Mark Pellegrino (Directeur Adjoint Clayton Haas)

### Épisode 4:Mon père, ce héros...
- États-Unis /  Canada : 18 octobre 2015 sur ABC / CTV
- France : 19 juillet 2016 sur M6
- Belgique : 9 juillet 2017 sur RTL-TVI

- États-Unis : 5,3 millions de téléspectateurs[21] (première diffusion)
- Canada : 2,162 millions de téléspectateurs[22] (première diffusion + différé 7 jours)
- France : 3,59 millions de téléspectateurs[23] (première diffusion)

- Rick Cosnett (Elias Harper)
- Anabelle Acosta (Agent Nathalie Vasquez)
- Anna Khaja (Sita Parrish)
- Johnathon Schaech (Michael Parrish)
- Mark Pellegrino (Directeur Adjoint Clayton Haas)

### Épisode 5:Apparences
- États-Unis /  Canada : 25 octobre 2015 sur ABC / CTV
- France : 19 juillet 2016 sur M6
- Belgique : 16 juillet 2017 sur RTL-TVI

- États-Unis : 5,1 millions de téléspectateurs[24] (première diffusion)
- Canada : 2,184 millions de téléspectateurs[25] (première diffusion + différé 7 jours)
- France : 3,39 millions de téléspectateurs[23] (première diffusion)

- Rick Cosnett (Elias Harper)
- Anna Diop (Mia)
- David Alpay (Duncan)
- Jacob Artist (Brandon)
- Danny Boushebel (Hasan Darr)
- Anabelle Acosta (Agent Nathalie Vasquez)
- Anna Khaja (Sita Parrish)
- Johnathon Schaech (Michael Parrish)
- Mark Pellegrino (Directeur Adjoint Clayton Haas)

### Épisode 6:Dieu seul me voit
- États-Unis /  Canada : 1er novembre 2015 sur ABC / CTV
- France : 19 juillet 2016 sur M6
- Belgique : 16 juillet 2017 sur RTL-TVI

- États-Unis : 4,05 millions de téléspectateurs[26] (première diffusion)
- Canada : 2,082 millions de téléspectateurs[27] (première diffusion + différé 7 jours)
- France : 3,13 millions de téléspectateurs[23] (première diffusion)

- Mark Pellegrino (Directeur Adjoint Clayton Haas)
- Jacob Artist (Brandon)
- Valerie Cruz (Vera Rodriguez)
- J. Mallory McCree (Charlie Price)

### Épisode 7:Le goût du sacrifice
- États-Unis /  Canada : 8 novembre 2015 sur ABC / CTV
- France : 26 juillet 2016 sur M6
- Belgique : 23 juillet 2017 sur RTL-TVI

- États-Unis : 4,38 millions de téléspectateurs[28] (première diffusion)
- Canada : 2,159 millions de téléspectateurs[29] (première diffusion + différé 7 jours)
- France : 3,35 millions de téléspectateurs[30] (première diffusion)

- Rick Cosnett (Elias Harper)
- Mark Pellegrino (Directeur Adjoint Clayton Haas)
- Jacob Artist (Brandon)
- Michael Aronov (Hamza Kouri)

### Épisode 8:Fin de partie
- États-Unis /  Canada : 15 novembre 2015 sur ABC / CTV
- France : 26 juillet 2016 sur M6
- Belgique : 23 juillet 2017 sur RTL-TVI

- États-Unis : 4,2 millions de téléspectateurs[31] (première diffusion)
- Canada : 1,959 million de téléspectateurs[32] (première diffusion + différé 7 jours)
- France : 3,14 millions de téléspectateurs[30] (première diffusion)

### Épisode 9:Coupable
- États-Unis /  Canada : 29 novembre 2015 sur ABC / CTV
- France : 26 juillet 2016 sur M6
- Belgique : 30 juillet 2017 sur RTL-TVI

- États-Unis : 4,07 millions de téléspectateurs[33] (première diffusion)
- Canada : 2,036 millions de téléspectateurs[34] (première diffusion + différé 7 jours)
- France : 2,91 millions de téléspectateurs[30] (première diffusion)

- Rick Cosnett (Elias)
- Mark Pellegrino (Directeur Adjoint Clayton Haas)
- Jacob Artist (Brandon)
- Yair Ben-Dor (Oren)
- Ariane Rinehart (Louisa)
- Anne Heche (Dr Susan Langdon)
- Oded Fehr (Griffin Wells)

### Épisode 10:Faux amis
- États-Unis /  Canada : 6 décembre 2015 sur ABC / CTV
- France : 2 août 2016 sur M6
- Belgique : 30 juillet 2017 sur RTL-TVI

- États-Unis : 4,39 millions de téléspectateurs[35] (première diffusion)
- Canada : 1,877 million de téléspectateurs[36] (première diffusion + différé 7 jours)
- France : 3,42 millions de téléspectateurs[37] (première diffusion)

- Rick Cosnett (Elias Harper)
- Jacob Artist (Brandon Fletcher)
- Marjan Narshat (Samar)

### Épisode 11:Piégés
- États-Unis /  Canada : 13 décembre 2015 sur ABC / CTV
- France : 2 août 2016 sur M6
- Belgique : 6 août 2017 sur RTL-TVI

- États-Unis : 4,56 millions de téléspectateurs[38] (première diffusion)
- Canada : 1,959 million de téléspectateurs[39] (première diffusion + différé 7 jours)
- France : 3,27 millions de téléspectateurs[37] (première diffusion)

- J. Mallory McCree (Charlie Price)
- Marcia Cross (Sénatrice Claire Haas)
- Eliza Coupe (Hannah Wyland)
- Rick Cosnett (Elias Harper)
- Mark Pellegrino (Directeur Adjoint Clayton Haas)

### Épisode 12:Alex
- États-Unis /  Canada : 6 mars 2016 sur ABC[40] / CTV
- France : 2 août 2016 sur M6
- Belgique : 6 août 2017 sur RTL-TVI

- États-Unis : 3,75 millions de téléspectateurs[41] (première diffusion)
- Canada : 1,714 million de téléspectateurs[42] (première diffusion + différé 7 jours)
- France : 2,86 millions de téléspectateurs[37] (première diffusion)

- Marcia Cross (Sénatrice Claire Haas)
- Rick Cosnett (Elias Harper)
- David Alpay (Duncan)
- Jacob Artist (Brandon)
- J. Mallory McCree (Charlie Price)
- Lenny Platt (Drew Perale)
- Li Jun Li (Iris Chang)
- Jay Armstrong Johnson (Will Olsen)
- Noam Jenkins (Khaled)

### Épisode 13:De source sûre
- États-Unis /  Canada : 13 mars 2016 sur ABC / CTV
- France : 9 août 2016 sur M6
- Belgique : 13 août 2017 sur RTL-TVI

- États-Unis : 3,96 millions de téléspectateurs[43] (première diffusion)
- Canada : 1,679 million de téléspectateurs[44] (première diffusion + différé 7 jours)
- France : 2,91 millions de téléspectateurs[45] (première diffusion)

- Jacob Artist (Brandon Fletcher)
- Lenny Platt (Drew Perales)
- Li Jun Li (Iris Chang)
- Jay Armstrong Johnston (Will Olsen)
- Eliza Coupe (Hannah Wyland)

### Épisode 14:Trouver des réponses
- États-Unis /  Canada : 20 mars 2016 sur ABC / CTV
- France : 9 août 2016 sur M6
- Belgique : 13 août 2017 sur RTL-TVI

- États-Unis : 3,54 millions de téléspectateurs[46] (première diffusion)
- Canada : 1,583 million de téléspectateurs[47] (première diffusion + différé 7 jours)
- France : 2,55 millions de téléspectateurs[45] (première diffusion)

- Jacob Artist (Brandon Fletcher)
- J. Mallory McCree (Charlie Price)
- Marjan Neshat (Samar)
- Lenny Platt (Drew Perales)
- Li Jun Li (Iris Chang)
- Jay Armstrong Johnston (Will Olsen)

### Épisode 15:Une véritable tragédie
- États-Unis /  Canada : 27 mars 2016 sur ABC / CTV
- France : 16 août 2016 sur M6
- Belgique : 20 août 2017 sur RTL-TVI

- États-Unis : 3,39 millions de téléspectateurs[48] (première diffusion)
- Canada : 1,559 million de téléspectateurs[49] (première diffusion + différé 7 jours)
- France : 2,55 millions de téléspectateurs[50] (première diffusion)

- Marcia Cross (Sénatrice Claire Haas)
- Eliza Coupe (Hannah Wyland)
- J. Mallory McCree (Charlie Price)
- Lenny Platt (Drew Perales)
- Li Jun Li (Iris Chang)
- Jay Armstrong Johnson (Will Olsen)
- Marjan Neshat (Samar)

### Épisode 16:Kobayashi Maru
- États-Unis /  Canada : 3 avril 2016 sur ABC / CTV
- France : 16 août 2016 sur M6
- Belgique : 20 août 2017 sur RTL-TVI

- États-Unis : 3,68 millions de téléspectateurs[51] (première diffusion)
- Canada : 1,405 million de téléspectateurs[52] (première diffusion + différé 7 jours)
- France : 2,40 millions de téléspectateurs[50] (première diffusion)

- Marcia Cross (Sénatrice Claire Haas)
- Eliza Coupe (Hannah Wyland)
- Jacob Artist (Brandon)
- Lenny Platt (Drew Perales)
- Li Jun Li (Iris Chang)
- Jay Armstrong Johnson (Will Olsen)

### Épisode 17:La dernière mission
- États-Unis /  Canada : 10 avril 2016 sur ABC / CTV
- France : 23 août 2016 sur M6
- Belgique : 27 août 2017 sur RTL-TVI

- États-Unis : 3,57 millions de téléspectateurs[53] (première diffusion)
- Canada : 1,412 million de téléspectateurs[54] (première diffusion + différé 7 jours)
- France : 2,84 millions de téléspectateurs[55] (première diffusion)

- Lenny Platt (Drew Perales)
- Li Jun Li (Iris Chang)
- Jay Armstrong Johnson (Will Olsen)

### Épisode 18:Tous les coups sont permis
- États-Unis /  Canada : 17 avril 2016 sur ABC / CTV
- France : 23 août 2016 sur M6
- Belgique : 27 août 2017 sur RTL-TVI

- États-Unis : 3,66 millions de téléspectateurs[56] (première diffusion)
- Canada : 1,441 million de téléspectateurs[57] (première diffusion + différé 7 jours)
- France : 2,58 millions de téléspectateurs[55] (première diffusion)

- Mark Pellegrino (Directeur Adjoint Clayton Haas)
- Jacob Artist (Brandon)
- Marcia Cross (Sénatrice Claire Haas)
- Lenny Platt (Drew Perales)
- Li Jun Li (Iris Chang)
- Jay Armstrong Johnson (Will Olsen)
- Daniel Kash (Marshall Freed)

### Épisode 19:L'ennemi intime
- États-Unis /  Canada : 24 avril 2016 sur ABC / CTV
- France : 23 août 2016 sur M6
- Belgique : 27 août 2017 sur RTL-TVI

- États-Unis : 3,46 millions de téléspectateurs[58] (première diffusion)
- Canada : 1,469 million de téléspectateurs[59] (première diffusion + différé 7 jours)
- France : 2,32 millions de téléspectateurs[55] (première diffusion)

- Mark Pellegrino (Directeur Adjoint Clayton Haas
- Jacob Artist (Brandon)
- Lenny Platt (Drew Perales)
- Li Jun Li (Iris Chang)
- Jay Armstrong Johnson (Will Olsen)
- Ari Cohen (Dan Berlin)

### Épisode 20:Le traître
- États-Unis /  Canada : 1er mai 2016 sur ABC / CTV
- France : 30 août 2016 sur M6
- Belgique : 3 septembre 2017 sur RTL-TVI

- États-Unis : 3,37 millions de téléspectateurs[60] (première diffusion)
- Canada : 1,407 million de téléspectateurs[61] (première diffusion + différé 7 jours)
- France : 3,13 millions de téléspectateurs[62] (première diffusion)

- Jacob Artist (Brandon)
- Lenny Platt (Drew Perales)
- Li Jun Li (Iris Chang)
- Mandy Gonzalez (Agent Susan Coombs)
- Eric Morris (Paul Garnett)
- Patrick Labbé (Agent Spécial en Charge Jordan Kent)

### Épisode 21:La fin est proche
- États-Unis /  Canada : 8 mai 2016 sur ABC / CTV
- France : 30 août 2016 sur M6
- Belgique : 3 septembre 2017 sur RTL-TVI

- États-Unis : 3,48 millions de téléspectateurs[63] (première diffusion)
- Canada : 1,721 million de téléspectateurs[64] (première diffusion + différé 7 jours)
- France : 2,77 millions de téléspectateurs[62] (première diffusion)

- Kelly Rutherford (Laura Wyatt)
- Mark Pellegrino (Directeur Adjoint Clayton Haas)
- Marcia Cross (Sénatrice Claire Haas)
- Lenny Platt (Drew Perales)
- Li Jun Li (Iris Chang)
- Mandy Gonzalez (Agent Susan Coombs)

### Épisode 22:De l'ordre dans le chaos
- États-Unis /  Canada : 15 mai 2016 sur ABC[65] / CTV
- France : 30 août 2016 sur M6
- Belgique : 3 septembre 2017 sur RTL-TVI

- États-Unis : 3,78 millions de téléspectateurs[66] (première diffusion)
- Canada : 1,513 million de téléspectateurs[67] (première diffusion + différé 7 jours)
- France : 2,60 millions de téléspectateurs[62] (première diffusion)

- Marcia Cross (Sénatrice Claire Haas)
- Mark Pellegrino (Directeur Adjoint Clayton Haas)
- Jacob Artist (Brandon)
- Ariane Rinehart (Louisa)
- Li Jun Li (Iris Chang)
- Jay Armstrong Johnson (Will Olsen)
- Henry Czerny (Walter Keyes)

L'identité du terroriste est enfin révélée : il s'agit de Liam O'Connor. En découvrant Alex Parrish parmi les élèves, il a commencé à monter son plan, espionnant chacune des recrues pour obtenir les informations nécessaires pour construire ses bombes et faire chanter certain(e)s élèves, comme Elias.
Dans le présent, Liam capture Miranda qui l’a démasqué. Soupçonnant brièvement Miranda, Alex Parrish et l'ensemble de ses anciens camarades découvrent rapidement la supercherie et se mettent à la recherche d'O'Connor qui a disparu avec Ryan. Ils le retrouvent à Quantico - un lieu symbolique - où il planifie un attentat contre le FBI et ses nouvelles recrues lors de la remise des diplômes. Alex retrouve Miranda et Booth dans les dortoirs, attachés. Ryan et Alex cherchent Liam à travers les couloirs, où ils l'entendent s'expliquer sur sa volonté de faire tomber le FBI pour tous les crimes qu'il a cachés et manipulés. Alex et Ryan parviennent à tuer Liam et cherche la bombe nucléaire. Tous réunis autour de la bombe - rappelant un ancien exercice -, les anciennes recrues cherchent un moyen de couper le décompte. Simon déclare avoir une solution alors qu'il ne reste que deux minutes, puis il fuit soudainement avec la bombe. En effet, cela n'était qu'un subterfuge, il n'a pas de solution et s'éloigne au plus de Quantico en voiture pour ne pas faire de victime. Il reste en ligne avec ses amis, qui l'accompagnent jusqu'à la fin de son sacrifice, en se jetant dans une rivière pour contenir le champ d'action de la bombe.
Lors des obsèques de Simon, Shelby est réintégrée par Miranda, devenue directrice adjointe du FBI. Alex confronte Claire Haas, devenue vice-présidente, d'être complice des attentats qui lui auraient permis d'être élue sur sa politique ultra-sécuritaire et de collaborer avec Liam pour réformer le FBI. Elle et ses amis comptent la surveiller, y compris Caleb.

## Audiences

### aux États-Unis
| N° d'épisode | Titre original | Chaîne | Date de diffusion originale | Audience (en millions de téléspectateurs) | Pdm sur les 18-49 ans |
| ------------ | -------------- | ------ | --------------------------- | ----------------------------------------- | --------------------- |
| 1            | Pilot          | ABC    | 27 septembre 2015           | 7,14 millions                             | 1,9                   |
| 2            | America        | ABC    | 4 octobre 2015              | 6,98 millions                             | 1,9                   |
| 3            | Cover          | ABC    | 11 octobre 2015             | 5,75 millions                             | 1,6                   |
| 4            | Kill           | ABC    | 18 octobre 2015             | 5,30 millions                             | 1,6                   |
| 5            | Found          | ABC    | 25 octobre 2015             | 5,10 millions                             | 1,5                   |
| 6            | God            | ABC    | 1er novembre 2015           | 4,05 millions                             | 1,2                   |
| 7            | Go             | ABC    | 8 novembre 2015             | 4,38 millions                             | 1,3                   |
| 8            | Over           | ABC    | 15 novembre 2015            | 4,20 millions                             | 1,3                   |
| 9            | Guilty         | ABC    | 29 novembre 2015            | 4,07 millions                             | 1,2                   |
| 10           | Quantico       | ABC    | 6 décembre 2015             | 4,39 millions                             | 1,2                   |
| 11           | Inside         | ABC    | 13 décembre 2015            | 4,56 millions                             | 1,3                   |
| 12           | Alex           | ABC    | 6 mars 2016                 | 3,75 millions                             | 1,1                   |
| 13           | Clear          | ABC    | 13 mars 2016                | 3,96 millions                             | 1,1                   |
| 14           | Answer         | ABC    | 20 mars 2016                | 3,54 millions                             | 1,0                   |
| 15           | Turn           | ABC    | 27 mars 2016                | 3,39 millions                             | 0,9                   |
| 16           | Clue           | ABC    | 3 avril 2016                | 3,68 millions                             | 1,0                   |
| 17           | Care           | ABC    | 10 avril 2016               | 3,57 millions                             | 1,1                   |
| 18           | Soon           | ABC    | 17 avril 2016               | 3,66 millions                             | 1,0                   |
| 19           | Fast           | ABC    | 24 avril 2016               | 3,46 millions                             | 1,0                   |
| 20           | Drive          | ABC    | 1er mai 2016                | 3,37 millions                             | 1,0                   |
| 21           | Closure        | ABC    | 8 mai 2016                  | 3,48 millions                             | 0,9                   |
| 22           | Yes            | ABC    | 15 mai 2016                 | 3,78 millions                             | 1,0                   |

### en France
Source : Toutelatele.com
| N° d'épisode | Titre français             | Chaîne | Date de diffusion française | Audience (en millions de téléspectateurs) | Pdm sur les 18-49 ans |
| ------------ | -------------------------- | ------ | --------------------------- | ----------------------------------------- | --------------------- |
| 1            | En fuite                   | M6     | 12 juillet 2016             | 4 886 000                                 | 21,0 %                |
| 2            | L’aguille                  | M6     | 12 juillet 2016             | 4 460 000                                 | 21,6 %                |
| 3            | La traque                  | M6     | 12 juillet 2016             | 4 063 000                                 | 27,8 %                |
| 4            | Mon père ce héros          | M6     | 19 juillet 2016             | 3 593 000                                 | 17,4 %                |
| 5            | Apparences                 | M6     | 19 juillet 2016             | 3 392 000                                 | 17,2 %                |
| 6            | Dieu seul me voit          | M6     | 19 juillet 2016             | 3 125 000                                 | 22,4 %                |
| 7            | L’examen                   | M6     | 26 juillet 2016             | 3 345 000                                 | 16,1 %                |
| 8            | Fin de partie              | M6     | 26 juillet 2016             | 3 140 000                                 | 15,8 %                |
| 9            | Coupable                   | M6     | 26 juillet 2016             | 2 907 000                                 | 19,5 %                |
| 10           | En famille                 | M6     | 2 août 2016                 | 3 416 000                                 | 16,7 %                |
| 11           | Pièges                     | M6     | 2 août 2016                 | 3 268 000                                 | 16,7 %                |
| 12           | Alex                       | M6     | 2 août 2016                 | 2 863 000                                 | 20,7 %                |
| 13           | De source sûre             | M6     | 9 août 2016                 | 2 904 000                                 | 13,8 %                |
| 14           | Trouver des réponses       | M6     | 9 août 2016                 | 2 548 000                                 | 13,0 %                |
| 15           | Une véritable tragédie     | M6     | 16 août 2016                | 2 548 000                                 | 13,3 %                |
| 16           | Kobayashi Maru             | M6     | 16 août 2016                | 2 400 000                                 | 13,1 %                |
| 17           | La dernière mission        | M6     | 23 août 2016                | 2 842 000                                 | 13,4 %                |
| 18           | Tous les coups sont permis | M6     | 23 août 2016                | 2 576 000                                 | 12,7 %                |
| 19           | L’ennemi intime            | M6     | 23 août 2016                | 2 319 000                                 | 16,4 %                |
| 20           | Le traître                 | M6     | 30 août 2016                | 3 134 000                                 | 13,3 %                |
| 21           | La fin est proche          | M6     | 30 août 2016                | 2 773 000                                 | 12,5 %                |
| 22           | De l’ordre dans le chaos   | M6     | 30 août 2016                | 2 599 000                                 | 17,8 %                |